# موتور احمد جدگال
موتور احمد جدگال، روستایی در دهستان پیرسهراب بخش پیرسهراب شهرستان چابهار در استان سیستان و بلوچستان ایران است.

## جمعیت
بر پایه سرشماری عمومی نفوس و مسکن در سال ۱۳۹۵، جمعیت این روستا برابر با ۱۶۱ نفر (۴۶ خانوار) بوده‌است.